# Kariz
Dans l'architecture persane traditionnelle, un Kariz (کاریز) est un petit qanat, habituellement situé dans un réseau urbain.
Le Kariz est ce qui sert à distribuer l'eau du Qanat à ses destinations finales.